# Diego Rodríguez Rivas del Reino de Velazco
Don Diego Rodríguez de Rivas y Velasco (1707-1770) fue un sacerdote de origen español, nombrado obispo de Guadalajara en 1764.

## Biografía
Diego Rodríguez de Rivas nació en Riobamba (Ecuador) en fecha incierta (1707 o 1710); era hijo de Francisco Rodríguez de Rivas, originario de Galicia, corregidor de esa localidad ecuatoriana y, a partir de 1716, presidente de la Audiencia y capitán general de Guatemala. Diego obtuvo el grado de bachiller en filosofía en la universidad de San Carlos de Guatemala en 1723, tras recibir las órdenes menores en 1720. En 1728 es canónigo en la catedral de Guatemala. Trasladado a España ese año, obtiene los títulos de bachiller en cánones por la universidad de Sigüenza y los grados de licenciado y doctor por la universidad de Alcalá en 1730. En 1732 es tesorero de la catedral de Guatemala, y también en ella maestrescuelas en 1738, chantre en 1739 y arcediano en 1742. Contribuyó a la erección de la archidiócesis de Guatemala. En 1750 es designado obispo de Comayagua (Honduras) y en 1762 es nombrado obispo de Guadalajara (Nueva Galicia), donde entra solemnemente dos años después, en 1764. Autor de tres cartas pastorales y de diversas obras benéficas, se opuso en algunos escritos a la política de José de Gálvez y a la expulsión de los jesuitas en 1767. Murió en Guadalajara el 10 de diciembre de 1770.